# Almeida (Portugal)
Almeida is een plaats en gemeente in het Portugese district Guarda.
De gemeente heeft een totale oppervlakte van 518 km² en telde 8423 inwoners in 2001.

## Plaatsen in de gemeente
| - Ade - Aldeia Nova - Almeida - Amoreira - Azinhal - Cabreira - Castelo Bom - Castelo Mendo - Freineda - Freixo - Junça - Leomil - Malhada Sorda - Malpartida - Mesquitela | - Mido - Miuzela - Monte Perobolço - Nave de Haver - Naves - Parada - Peva - Porto de Ovelha - São Pedro de Rio Seco - Senouras - Vale da Mula - Vale de Coelha - Vale Verde - Vilar Formoso |